# Białe Błoto (Osowo)
Białe Błoto (dodatkowa nazwa w j. kaszub. Biôłé Błota ; niem. Weisbruch) – część wsi Osowo w Polsce, położona w województwie pomorskim, w powiecie kościerskim, w gminie Karsin.
W oficjalnym spisie miejscowości do 2015 roku miejscowość figurowała jako Białe Błota.
Białe Błoto położona jest na pograniczu Równiny Charzykowskiej i kompleksu leśnego Borów Tucholskich.
W latach 1975–1998 Białe Błoto należało administracyjnie do województwa gdańskiego.